# یوکاری‌کول‌باشی (گوراویماق)
یوکاری‌کول‌باشی (به ترکی استانبولی: Yukarıkolbaşı) (به کردی: Morxa Jorîn) یک منطقهٔ مسکونی در ترکیه است که در گوراویماق واقع شده‌است. یوکاری‌کول‌باشی ۵۳۶ نفر جمعیت دارد.